# زوج ترانزستورات زيكلاي

زوج ترانزستورات زيكلاي

زوج ترانزستورات زيكلاي (بالإنجليزية: Sziklai Transistor Pair أو Complementary feedback pair)‏ تم اكتشاف هذا الزوج من قبل العالم الهنغاري جورج كليفورد زيكلاي عندما قام بتصميم ترانزيستور دارلينجتون، يحتوي نوعين من ترانزستور NPN وPNP معاً.[بحاجة لمصدر][بحاجة لمصدر]

## ميزات
هذا البناء المتتابع من ترانزستورين NPN وPNP له مجموعة من الميزات:
- يؤدي نفس العمل الأساسي الذي يؤديه ترانزيستور دارلينجتون.
- الجهد اللازم للعمل يكون أقل بحدود 0.6 فولت.
- يكون الربح النهائي للتيار β حاصل جداء ربح التيار لكل ترانزستور.
- يستخدم في مرحلة الخرج للمضخمات الصوتية من الصنف AB.